# تورنفورد
تورنفورد (به انگلیسی: Thornford) یک روستا و محله مدنی در بریتانیا است که در West Dorset واقع شده‌است. تورنفورد ۸۳۰ نفر جمعیت دارد.